# Олга Алкалај
Олга Алкалај (Београд, 23. новембар 1907 — Београд, 15. март 1942) била је адвокат и учесник Народноослободилачке борбе.

## Биографија
Рођена је 23. новембра 1907. године у Београду.
Још као ученица гимназије приступила је омладинском револуционарном покрету и постала чланица Савеза комунистичке омладине Југославије (СКОЈ). Као студенткиња Правног факултета у Београду, била је активна у студентском револуционарном покрету и 1923. године је примљена у чланство Комунистичке партије Југославије (КПЈ).
Била је једна од најактивнијих жена, чланова КПЈ, у Женском покрету у Београду. Од 1938. године је била члан Комисије за рад са женама при Покрајинском комитету КПЈ за Србију. Такође, по налогу Партије, радила је и у редакцији листа „Жена данас“. Пред почетак Другог светског рата, била је секретар партијске организације Петог рејона у Београду. Као адвокат бранила је комунисте на суду.
После окупације Краљевине Југославије и почетка прогона Јевреја, 1941. године, наставила је да живи у окупираном Београду под лажним идентитетом као Софија Алексић, кућна помоћница код Зорице Вељковић. Наставила је и са партијским радом и учествовала у припремама за организовање устанка. Била је учесница у организовању спасавања Александра Ранковића, члана Централног комитета КПЈ, из затворске болнице у Видинској улици у Београду, јула 1941. године.
Септембра 1941. године именована је за члана привременог Месног комитета КПЈ у Београду. Приликом једне партијске провале, новембра 1941. године, била је ухапшена од стране Гестапоа. Најпре се налазила у логору на Бањици, где је била подвргнута страшним мучењима у намери да ода друге чланове организације. Пошто ништа није признала, пребачена је у сабирни логор за Јевреје на Сајмишту. Због тешких повреда, које је задобила приликом саслушавања на Бањици, морала је бити пребачена у Јеврејску болницу.
Партијска организација у Београду, организовала је њено бекство, али она није хтела да побегне јер се плашила да својим бегом доведе у смртну опасност остале болеснике, који би могли страдати као таоци. По налогу Гестапоа одведена је из болнице 15. марта 1942. године и у камиону, званом „душегупка“, заједно да групом других Јевреја, на путу до Јајинаца угушена отровним гасом.
Једна улица у београдском насељу Коњарник носи њено име.